# François Mathy
François Mathy (ur. 31 grudnia 1944 w Brukseli) – belgijski jeździec sportowy. Dwukrotny brązowy medalista olimpijski z Montrealu.
Brał udział w dwóch igrzyskach olimpijskich (IO 72, IO 76). Startował w skokach przez przeszkody. W 1976 był trzeci zarówno w konkursie indywidualnym jak i w konkursie drużynowym. Startował na koniu Gai Luron. W skład belgisjkiej reprezentacji wchodzili również Eric Wauters, Edgar-Henri Cuepper i Stanny Van Paesschen.